# Стефан Марія Кучинський
Стефан Марія Кучинський (пол. Stefan Maria Kuczyński, 21 вересня 1904, Богуслав, Волинь — 30 березня 1985, Катовіце) — польський історик, медієвіст, дослідник епохи Владислава Ягело, автор історичних романів.

## Автобіографія
Вивчав польську філологію, право та історію у Варшавському університеті, у 1932 році отримав ступінь доктора під керівництвом Оскара Галецького . Працював викладачем у Варшавських гімназіях, у 1937 році читав лекції у Варшавському університеті як доцент кафедри середньовічної Європи . Учитель середньої школи 1932—1944 рр. Під час окупації Польщі німцями брав участь у таємному товаристві. Після війни був доцентом Ягеллонського університету (1945), доцентом Вроцлавського університету (1946 — завідувач кафедри східнослов'янських студій), професором Лодзінського університету (1954—1969; с. 1957—1968 завідувач кафедри середньовічної Східної Європи), професор Сілезького університету (1969—1982). У 1946—1948 роках Кучинський був головним редактором місячника Шльонськ, який виходив у Єленій Гурі . Окрім наукової роботи, займався також видавничою діяльністю. Видав одні з перших після війни наукових журналів — місячник « Наука і штука» та льонське видання. Похований на цвинтарі за адресою вул. Сенкевича в Катовіце.

## Наукові інтереси
В основному він цікавився політичною історією та історією середньовічної армії. Першим напрямом дослідження Кучинського була історія Великого князівства Литовського. Другою тенденцією, що розпочалася після війни, були польсько-тевтонські відносини. У своїх працях він критично аналізував невтішні думки Яна Длугоша про короля Владислава Ягайло . Всупереч думці деяких істориків, він довів, що саме король Владислав командував польсько-литовським військом у Грюнвальдській битві . Він був науковим консультантом у фільмі « Тевтонські лицарі» .

## Членство в наукових товариствах
Кучинський був членом: Історичної комісії PAU, комісії славістики Польської академії наук , PTH, Лодзінського наукового товариства, Вроцлавського наукового товариства та ZLP .

## Вибрані публікації
Бібліографія праць — Тадеуш Дубіцький, Кшиштоф Антоні Кучинський, професор Стефан Марія Кучинський (1904—1985), «Дослідження та матеріали до військової історії» 30 (1988), с. 3-18.

### Наукові праці
- Sine Woda, Варшава: проф. Бібліотека Нова 1935.
- Чернігово-Северські землі під владою Литви, Варшава: надбавка Національного фонду культури 1936 р. Праці Українського наукового інституту ім. Серія комісійних робіт з дослідження польсько-українських питань, вип.2.
- Хто командував Грюнвальдською битвою, Єленя Гура 1947 (Друк: з щоквартальника «Nauka i Sztuka», т. 5).
- Нижня Сілезія на другу річницю повернення до Польщі 1945—1947, 1947.
- Згадка про згадку 981 року в «Романах із років землі», Вроцлав: Вроцлавське наукове товариство 1955. Серія: Доповіді Вроцлавського наукового товариства 8.
- Критичний поділ 1385 року «Dziejów Polskiego» Яна Длугоша, Варшава, 1958 рік.
- Грюнвальд 1410—1960, Ольштин: «Озерний край», 1959.
- Грюнвальд, Варшава: «Аркадій», 1960.
- Грюнвальдська битва, Катовіце: «Сілезія» 1987 .
- Король Ягайло близько 1351—1434, Варшава: Видавництво Міністерства національної оборони 1985 р., (2-е вид. 1987 р.).
- Велика війна з Тевтонським орденом у 1409—1411 роках, Варшава 1980, (4-е вид. Am.)
- Роки Тринадцятилітньої війни в «Анналах, або Хроніках» або «Польській історії» Яна Длугоша, т. 1-2, Лодзь: Видавниче товариство Лодзь 1964—1965.
- Меховіта як історик, Варшава: Państwowe Wydawnictwa Naukowe 1965.
- Сенкевич і сучасна польська історіографія, Варшава 1966.
- Історична реальність у «Тевтонських лицарях» Генріка Сенкевича, Варшава: Państ. Видавничий інститут 1967.
- Кароль Шайноха, Ядвіга та Ягайло 1374—1413. Історична історія, т. 1-2, вступ: Стефан М. Кучинський, Варшава: Державний видавничий інститут 1969.
- Суперечка за Грюнвальд, Варшава: ПН 1972.
- Дослідження з історії Східної Європи 10-17 століть, Варшава: Państwowe Wydawnictwo Naukowe 1965.

### Романи
- Літвін і Андегавенка: історичний роман, Катовіце: «Сілезія» 1974.
- Zawisza: історичний роман, Катовіце 1980 .

### Історичні романи для молоді— видані під псевдонімом Włodzimierz Bart
- Сапфірове кільце. Розповідь про Мацея з Мехова , Варшава: «Наша книгарня» 1962.
- Грюнвальдські мечі. Історичний роман для молоді , Варшава: Народна видавнича кооператив 1966.
- Warneńczyk Варшава: Народний видавничий кооператив 1968.
- Przygody Kołatka Варшава: Народне кооперативне видавництво 1970.

## Зноски
1. ↑  Чеська національна авторитетна база даних
2. 1 2  Bibliothèque nationale de France BNF: платформа відкритих даних — 2011.
3. ↑  Michał Kozłowski, Oskar Halecki i jego uczniowie. Wzajemne relacje po latach [w:] Oskar Halecki i jego wizja Europy, red. Małgorzata Dąbrowska, t. 3, Warszawa–Łódź: IPN 2014, s. 57-58.
4. ↑  S.M. Kuczyński, Król Jagiełło ok. 1351—1434, Wydawnictwo MON, Warszawa 1987, ISBN 83-11-07092-X, s. 7.
5. ↑  Por. S.M. Kuczyński, Wielka wojna z Zakonem Krzyżackim w latach 1409—1411, Warszawa 1980, ISBN 8311062625.